# Chris Beath
Christopher James "Chris" Beath (17 november 1984) is een Australisch voormalig voetbalscheidsrechter. Hij was in dienst van FIFA en AFC tussen 2011 en 2022. Ook leidde hij van 2005 tot 2023 wedstrijden in de A-League.
Beath leidde zijn eerste interland op 24 februari 2012, toen Japan met 3–1 won van IJsland. Tijdens dit duel gaf Beath gele kaarten aan drie spelers, Tomoaki Makino en Yoshito Okubo van Japan en de IJslander Gunnar Thorvaldsson.
In mei 2022 werd hij gekozen als een van de scheidsrechters die actief zouden zijn op het WK 2022 in Qatar.

## Interlands
| Datum             | Plaats                 | Wedstrijd                | Uitslag | Competitie            | Kreeg geel | Kreeg voor de tweede keer geel en dus rood | Weggestuurd |
| ----------------- | ---------------------- | ------------------------ | ------- | --------------------- | ---------- | ------------------------------------------ | ----------- |
| 24 februari 2012  | Osaka, Japan           | Japan – IJsland          | 3 – 1   | Vriendschappelijk     | 3          | 0                                          | 0           |
| 22 maart 2013     | Manilla, Filipijnen    | Turkmenistan – Cambodja  | 7 – 0   | ACC 2014 kwalificatie | 2          | 0                                          | 0           |
| 11 juni 2013      | Beijing, China         | China – Nederland        | 0 – 2   | Vriendschappelijk     | 2          | 0                                          | 1           |
| 10 september 2013 | Saitama, Japan         | Japan – Ghana            | 3 – 1   | Vriendschappelijk     | 2          | 0                                          | 0           |
| 9 september 2014  | Yokohama, Japan        | Japan – Venezuela        | 3 – 0   | Vriendschappelijk     | 3          | 0                                          | 0           |
| 15 januari 2015   | Canberra, Australië    | Bahrein – V.A.E.         | 1 – 2   | AK 2015               | 4          | 0                                          | 0           |
| 8 oktober 2015    | Hanoi, Vietnam         | Vietnam – Irak           | 1 – 1   | WK 2018 kwalificatie  | 2          | 0                                          | 0           |
| 24 maart 2016     | Muscat, Oman           | Syrië – Cambodja         | 6 – 0   | WK 2018 kwalificatie  | 1          | 0                                          | 0           |
| 7 juni 2016       | Dalian, China          | China – Kazachstan       | 0 – 1   | Vriendschappelijk     | 7          | 1                                          | 0           |
| 6 september 2016  | Seremban, Maleisië     | Syrië – Zuid-Korea       | 0 – 0   | WK 2018 kwalificatie  | 4          | 0                                          | 0           |
| 9 juni 2017       | Melbourne, Australië   | Brazilië – Argentinië    | 0 – 1   | Vriendschappelijk     | 3          | 0                                          | 0           |
| 5 september 2017  | Paya Rumput, Maleisië  | Maleisië – Hongkong      | 1 – 1   | AK 2019 kwalificatie  | 3          | 2                                          | 0           |
| 10 november 2017  | Suwon, Zuid-Korea      | Zuid-Korea – Colombia    | 2 – 1   | Vriendschappelijk     | 5          | 0                                          | 0           |
| 9 december 2017   | Chofu, Japan           | Japan – Noord-Korea      | 1 – 0   | Vriendschappelijk     | 1          | 0                                          | 0           |
| 16 december 2017  | Chofu, Japan           | Japan – Zuid-Korea       | 1 – 4   | Vriendschappelijk     | 3          | 0                                          | 0           |
| 26 maart 2018     | Nanning, China         | China – Tsjechië         | 1 – 4   | Vriendschappelijk     | 1          | 0                                          | 0           |
| 30 mei 2018       | Yokohama, Japan        | Japan – Ghana            | 0 – 2   | Vriendschappelijk     | 1          | 0                                          | 0           |
| 20 november 2018  | Brisbane, Australië    | Oezbekistan – Zuid-Korea | 0 – 4   | Vriendschappelijk     | 0          | 0                                          | 0           |
| 11 december 2018  | Kuala Lumpur, Maleisië | Maleisië – Vietnam       | 2 – 2   | Vriendschappelijk     | 8          | 0                                          | 0           |
| 10 januari 2019   | Dubai, VAE             | Bahama's – Thailand      | 0 – 1   | AK 2019               | 4          | 0                                          | 0           |
| 17 januari 2019   | Sharjah, VAE           | Libanon – Noord-Korea    | 4 – 1   | AK 2019               | 5          | 0                                          | 0           |
| 28 januari 2019   | Al Ain, VAE            | Iran – Japan             | 0 – 3   | AK 2019               | 5          | 0                                          | 0           |
| 7 oktober 2021    | Seremban, Maleisië     | V.A.E. – Iran            | 0 – 1   | WK 2022 kwalificatie  | 4          | 0                                          | 0           |
| 12 oktober 2021   | Seremban, Maleisië     | Syrië – Libanon          | 2 – 3   | WK 2022 kwalificatie  | 3          | 0                                          | 0           |
| 27 januari 2022   | Teheran, Iran          | Iran – Irak              | 2 – 3   | WK 2022 kwalificatie  | 3          | 0                                          | 0           |
| 24 maart 2022     | Seoul, Zuid-Korea      | Zuid-Korea – Iran        | 2 – 3   | WK 2022 kwalificatie  | 0          | 0                                          | 0           |
| 2 juni 2022       | Sapporo, Japan         | Japan – Paraguay         | 4 – 1   | Vriendschappelijk     | 2          | 0                                          | 0           |
| 22 november 2022  | Doha, Qatar            | Mexico – Polen           | 0 – 0   | WK 2022               | 3          | 0                                          | 0           |